# Ђузепе Синополи
Ђузепе Синополи (итал. Giuseppe Sinopoli; Венеција, 2. новембар 1946 — Берлин, 20. април 2001) је био италијански композитор.
Рођен је у Венеција у Италији. Почео је да стиче име као композитор озбиљне музике.
Синополи је умро док је изводио Ђузепе Вердијеву оперу Аида у Берлину.